# Lysimachia cauliflora
Lysimachia cauliflora är en viveväxtart som beskrevs av Cheng Yih Wu. Lysimachia cauliflora ingår i släktet lysingar, och familjen viveväxter. Inga underarter finns listade i Catalogue of Life.